# 莫爾科特

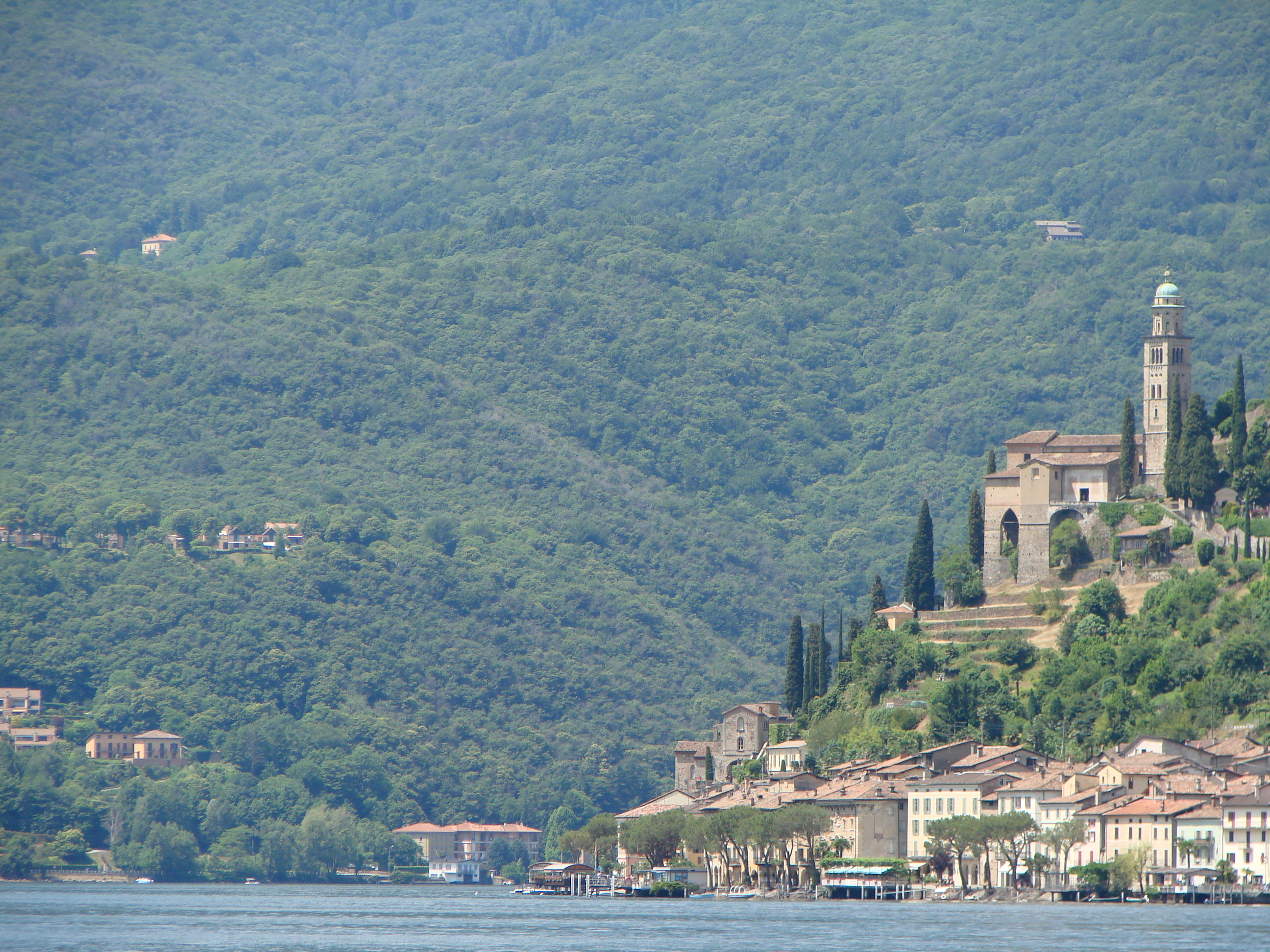

莫爾科特是瑞士的城鎮，位於該國南部盧加諾湖畔，距離盧加諾10公里，由提契諾州負責管轄，面積2.8平方公里，海拔高度272米，2010年人口722，其中七成居民信奉羅馬天主教。

## 外部連結
- Official Site of Morcote.